# Зарати
Зарати (груз. ზარათი) — село в Грузии, на территории Цхалтубского муниципалитета края (мхаре) Имеретия.

## География
Село находится в западной части Грузии, на левом берегу реки Риони, на расстоянии 30 километров к северо-востоку от города Цхалтубо, административного центра муниципалитета. Абсолютная высота — 217 метров над уровнем моря.

## Население
По результатам официальной переписи населения 2014 года, в Зарати проживало 314 человек (162 мужчины и 152 женщины). В национальной структуре населения грузины составляли 100 %.
| Год  | Население, человек |
| ---- | ------------------ |
| 2002 | 547                |
| 2014 | ↘ 314              |